# トーマス・ハンプソン (陸上選手)
トーマス・ハンプソン（Thomas Hampson、1907年10月28日 - 1965年9月4日）は、イギリスの陸上競技選手。1932年ロサンゼルスオリンピックの金メダリストである。

## 経歴
ハンプソンは、オックスフォード大学で学んでいる間はそれほど真剣に陸上に取り組んでいなかった。大学卒業後の1930年に教師となるが、同年に英国AAA選手権の880ヤードを制すと1932年まで3連覇を果たした。
1930年にはブリティッシュ・エンパイア・ゲームズ（現在のコモンウェルスゲームズ）の880ヤードで優勝する。ハンプソンはこの当時の800m（半マイル）の世界のトップランナーに位置していた。1932年ロサンゼルスオリンピックでは、800mの世界記録保持者であったアメリカのベン・イーストマンが400mに集中するため出場を回避すると、オリンピックでは優勝候補最右翼とみなされるようになる。そしてオリンピックの決勝では、1分49秒7の世界新記録でカナダのアレックス・ウィルソンを下し金メダルを獲得した。さらに、ハンプソンは4×400mリレーでもイギリス代表として出場、アメリカについで2位となり銀メダルを獲得した。
ハンプソンは、オリンピックでメダルを獲得したこの年限りで選手を引退した。英国空軍の教官として、第二次世界大戦後までその職を務め上げた。